# Vila Na Vypichu (Praha)
Vila Na Vypichu, dříve Kirchnerova vila je dům se zahradou na adrese Na Vypichu 288/13 v Praze 6-Liboci, typ italské předměstské vily, kterou navrhl architekt a stavitel Josef Blecha kolem roku 1891. Areál domu se zahradou jsou od roku 1964 zapsány jako nemovitá kulturní památka.

## Historie
Vila patřila rodině Kirchnerů z Neukirchenu, původem norimberských měšťanů, kteří se  etablovali v jižních Čechách od roku 1644 jako rodina erbovní a v roce 1733 obdrželi český šlechtický titul s predikátem z Neukirchenu. Adolf Kirchner z Neukirchenu byl úředníkem českého místodržitelství v Praze, stejný úřad získal jeho nejstarší syn Jan (* 1866), okresní hejtman místodržitelství v Praze. Jeho rodina vilu postavila a má rodinnou hrobku na Olšanských hřbitovech.

## Popis
Vila byla postavena na dosud pustém místě mezi severní ohradní zdí královské obory Hvězda a Libockou silnicí, jejíž kratší východní část, vede od křižovatky místní části Vypich, ke křižovatce s ulicí U Hvězdy, a pokračuje pod označením Libocká ulice do Liboce. Teprve po doplnění vilové zástavby po obou stranách byla nazvána ulicí Na Vypichu.
Vila je jednopatrová, má obdélný půdorys orientovaný souběžně s ulicí a z jihozápadu připojenou dvoupatrovou věž, ze severu vybíhá rizalit s portálem a trojbokým tympanonem. Terasa s otevřenou lodžií a schodištěm stejně jako věž byly inspirovány nedalekou Schubertovou vilou. Od počátku 21. století vila pustla, v letech 2018–2021 prošla razantní rekonstrukcí. Původní otevřená lodžie byla uzavřena původním vlastníkem, modelace štukové dekorace fasády byla kompletně zachována, původní plot s cihlovými sloupky a drátěným pletivem nahrazen betonovými bloky. Terén zahrady je kompletně zachován, pokáceny pouze staré nemocné stromy. Vše za přísného dohledu památkářů.

## Galerie

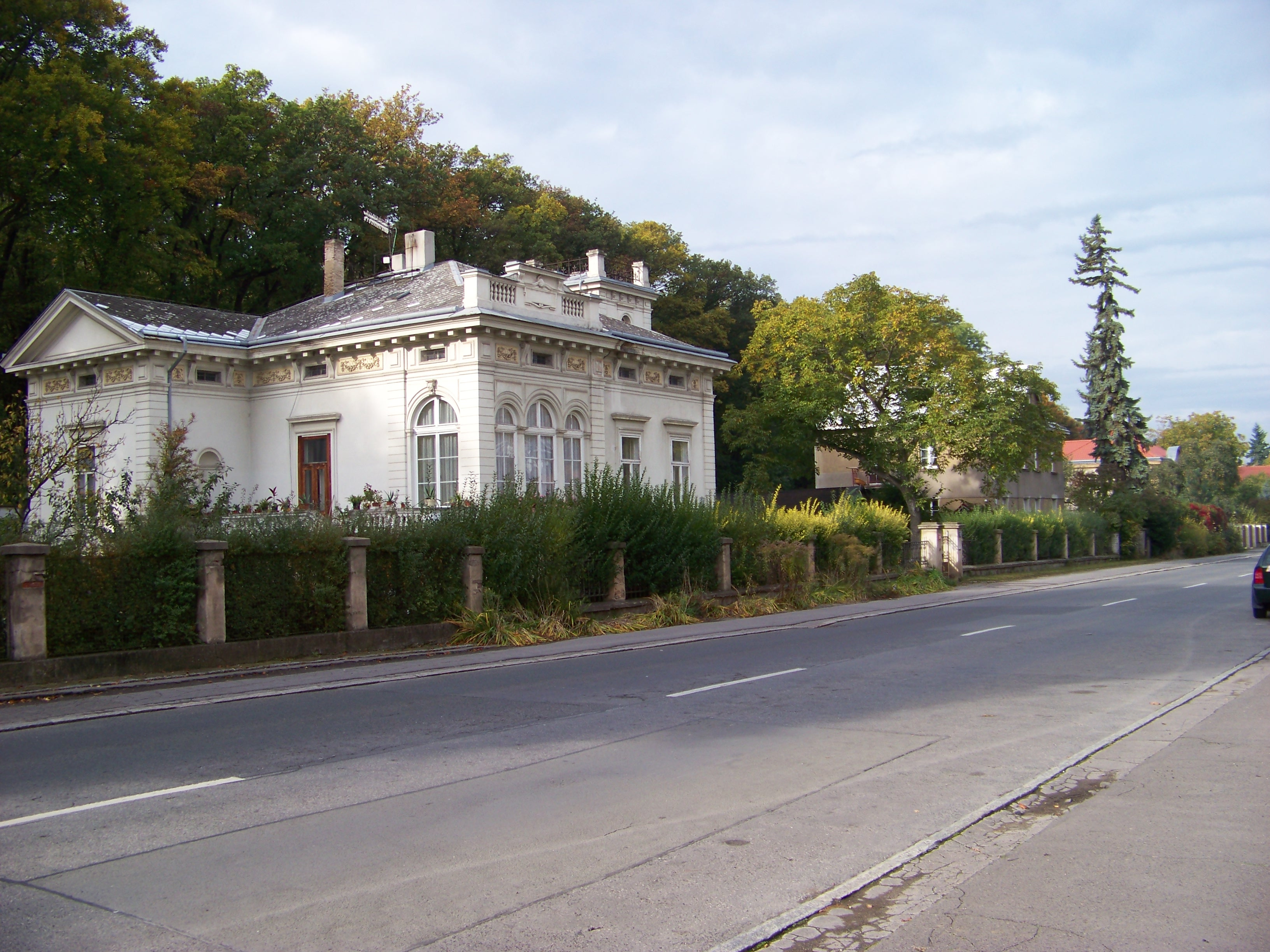
stav v roce 2013
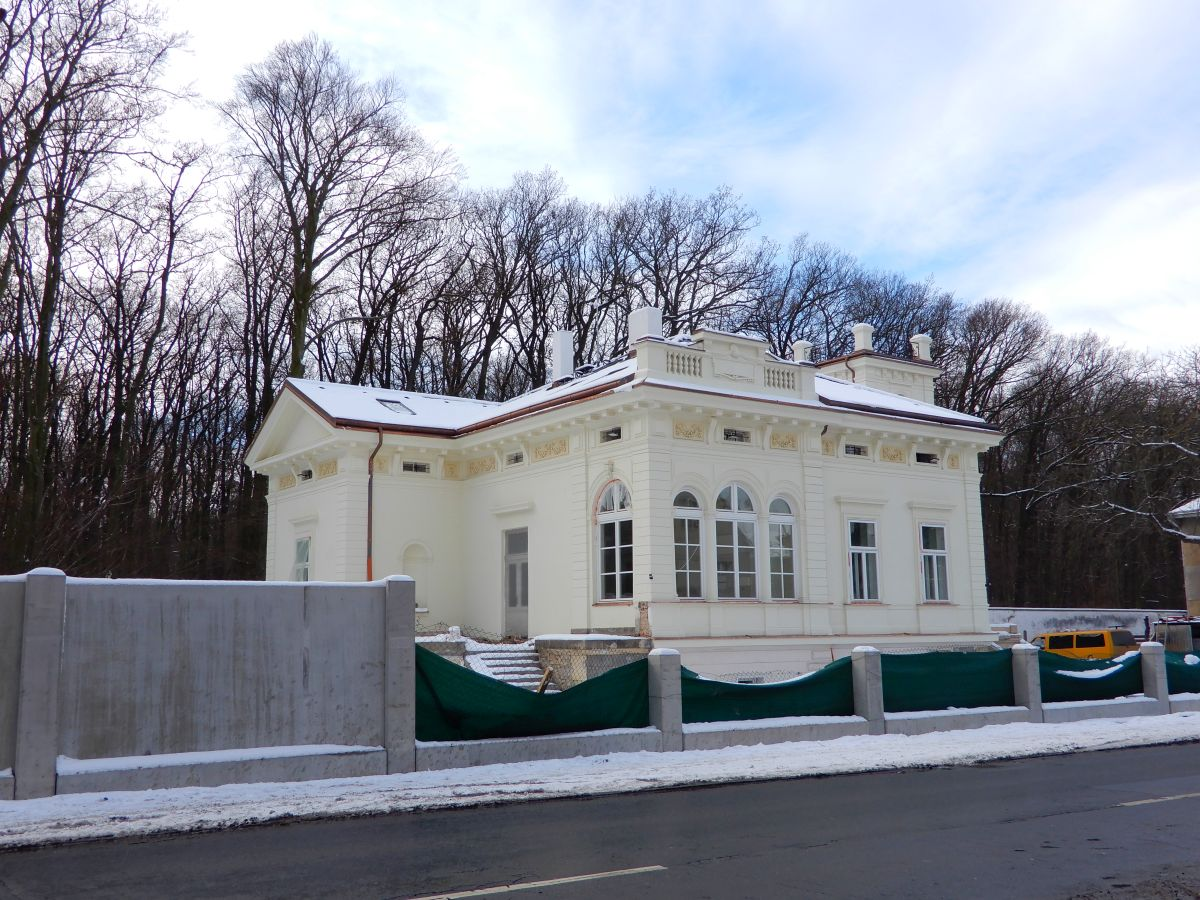
leden 2021
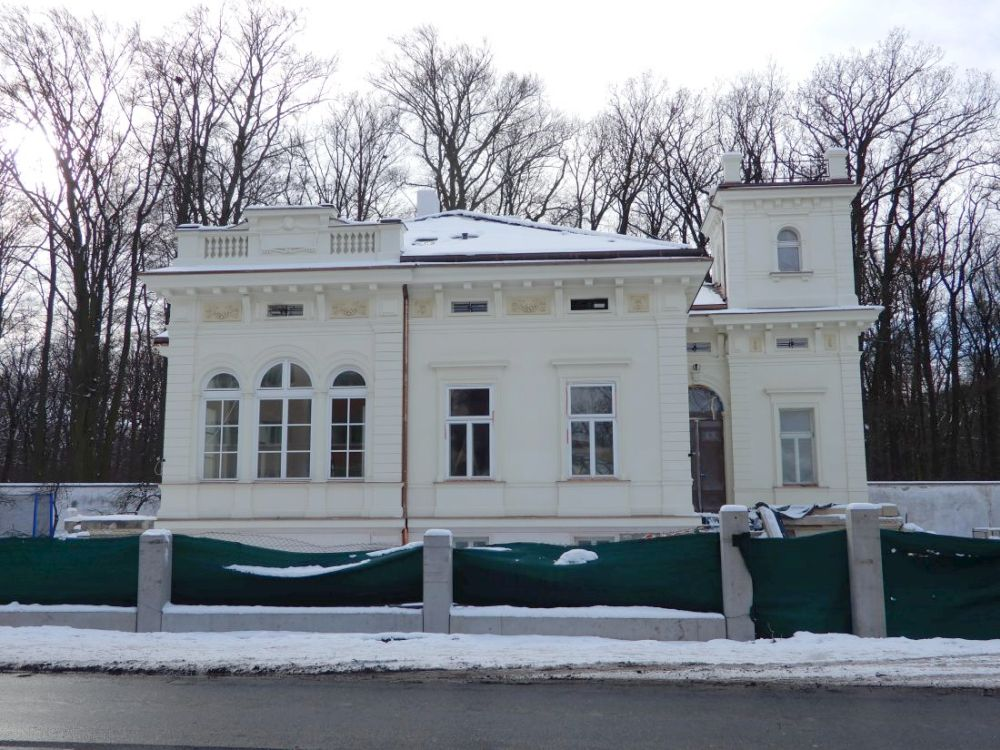
leden 2021
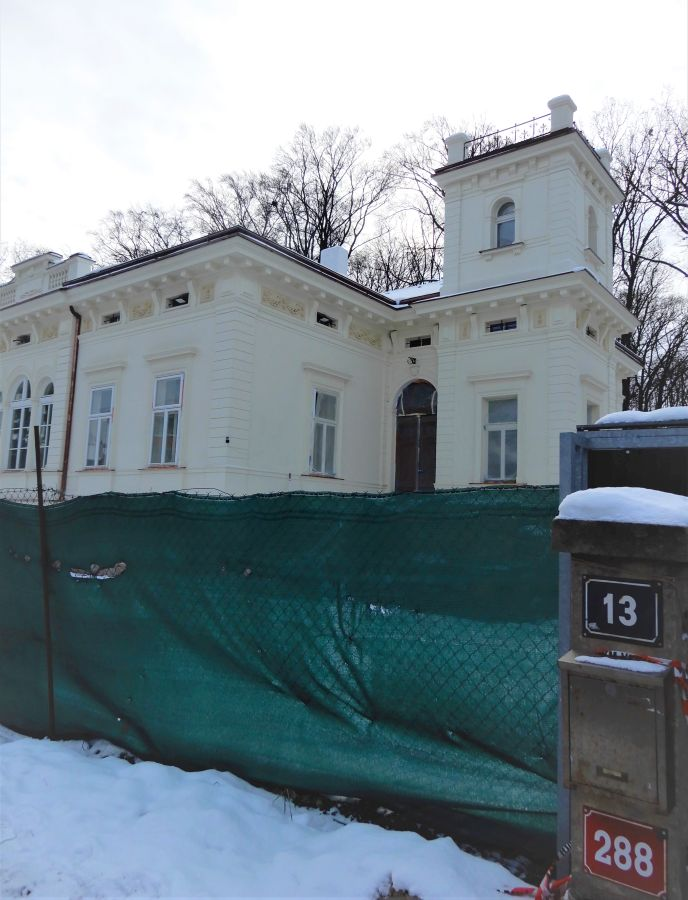
leden 2021